# Hochsicherheitsgefängnis Altiplano
Das Hochsicherheitsgefängnis Altiplano (span. Centro Federal de Readaptación Social Número 1 "Altiplano") ist eines von 17 Gefängnissen, die durch die mexikanische Regierung verwaltet werden. Es befindet sich auf dem Gelände der Ex Rancho la Palma in dem Ort Santa Juana in der Gemeinde Almoloya de Juárez im Bundesstaat México. Es liegt ungefähr 25 Kilometer von Toluca, der Hauptstadt des Bundesstaates México, und etwa 90 Kilometer von Mexiko-Stadt entfernt.

## Bau
Das Gefängnis wurde zwischen 1988 und 1990 unter dem damaligen mexikanischen Präsidenten Carlos Salinas de Gortari gebaut. Ab November 1991 wurden Gefangene darin untergebracht. 
Das mit Sicherheitsanlagen abgegrenzte Grundstück erstreckt sich auf 260.000 Quadratmeter. Davon umfasst der Gefängsnisbau, der für 836 Insassen konzipiert wurde, 28.000 Quadratmeter.
Altiplano gilt als das sicherste Gefängnis in Mexiko, ist mit hochtechnologischen Kontrollsystemen ausgestattet und wird durchgehend mit Videokameras und Bewegungssensoren überwacht. Trotzdem konnte El Chapo am 11. Juli 2015 durch einen Tunnel entfliehen.

## Bekannte Insassen
- Miguel Ángel Félix Gallardo, ehemaliger Chef des Guadalajara-Kartells
- Rafael Caro Quintero, Mitbegründer des Guadalajara-Kartells
- Joaquín “El Chapo” Guzmán, ehemaliger Chef des Sinaloa-Kartells. 2015 geflüchtet.
- Hector “El Güero” Palma Salazar, ehemaliges Mitglied des Sinaloa-Kartells
- Miguel Treviño Morales, ehemaliger Anführer von Los Zetas